# Basilika Unserer Lieben Frau von Tongre

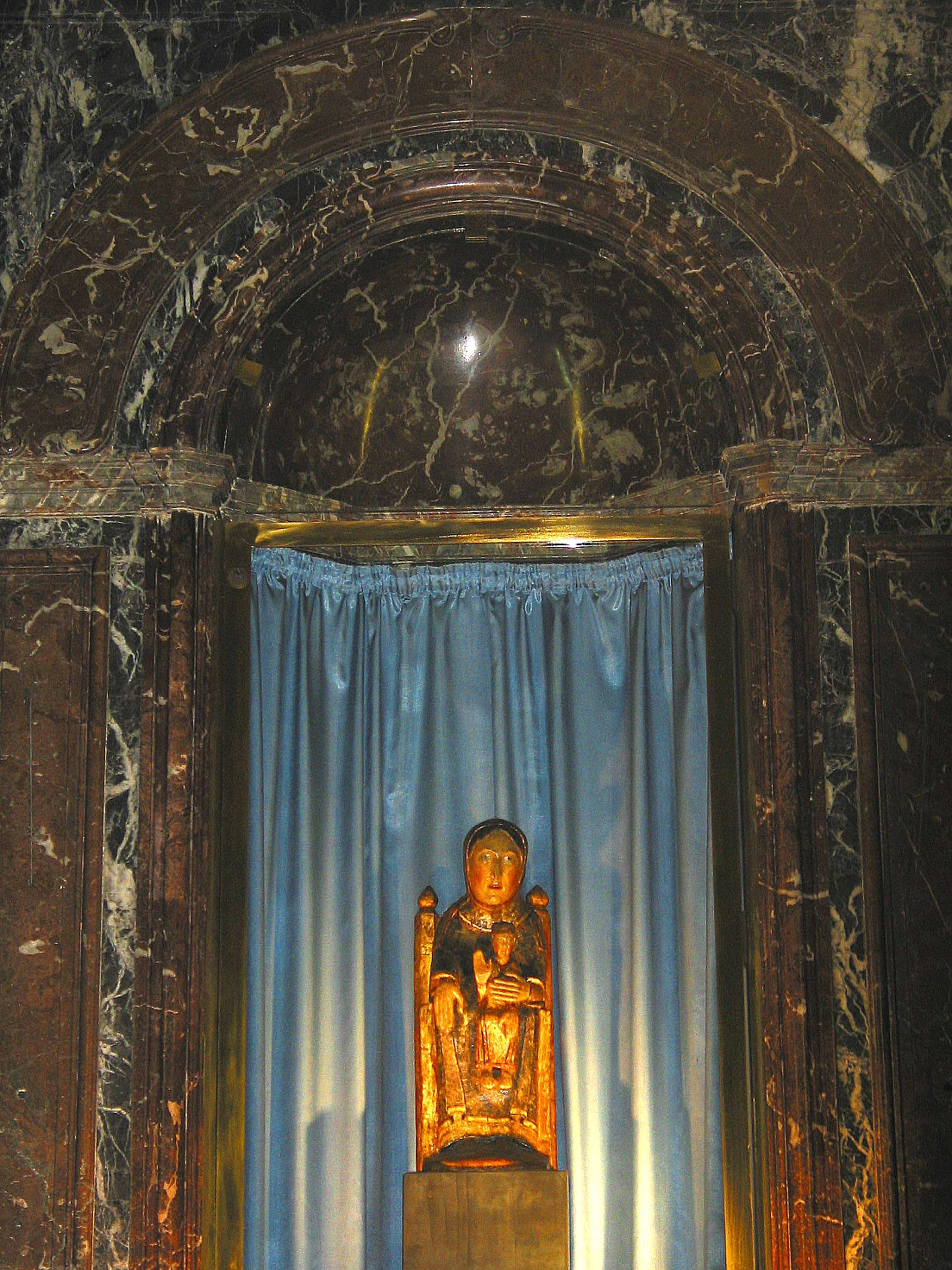
Madonna Notre-Dame de Tongre

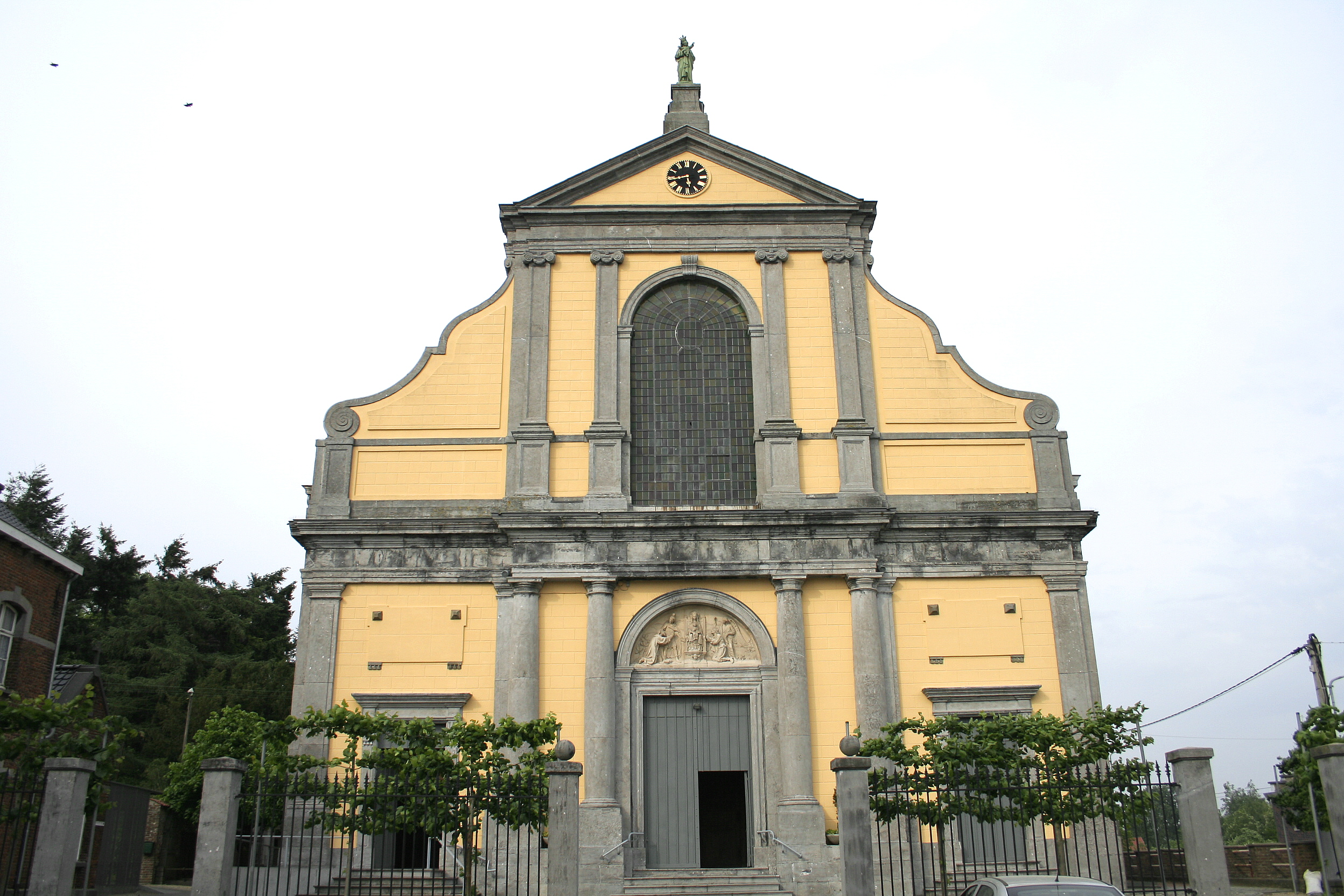
Eingangsfassade der Basilika

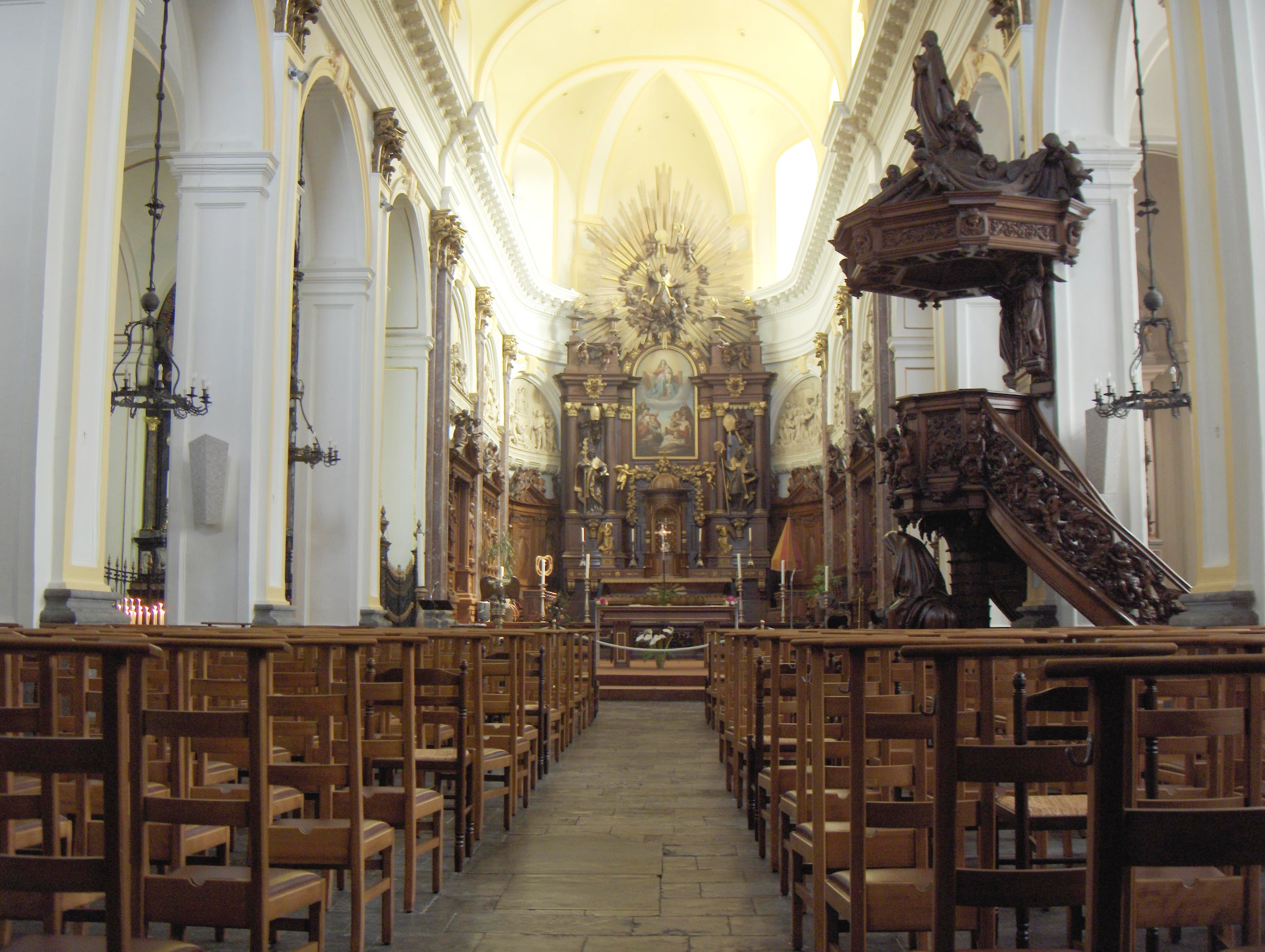
Hauptschiff mit Altarraum

Die Basilika Unserer Lieben Frau von Tongre (französisch Basilique de Notre-Dame de Tongre) ist eine römisch-katholische Pfarrkirche in der Ortschaft Tongre-Notre-Dame der Gemeinde Chièvres in der belgischen Provinz Hennegau. Die Wallfahrtskirche des Bistums Tournai ist ein alter Ort der Marienverehrung, die hier bis ins Jahr 1081 zurückreicht. Die heutige Kirche mit dem Rang einer Basilica minor stammt aus dem Jahr 1777, sie wurde auf den Fundamenten einer gotischen Kirche aus dem 13. Jahrhundert errichtet.

## Geschichte
Die Geschichte der Kirche geht zurück auf eine örtliche Marienerscheinung am 1. Februar 1081, bei der der lokale Herrscher Hector in seinem Garten die Marienstatue in einer Licht- und Musikerscheinung sah. Nachdem die Figur zuerst nach Tongre-Saint-Martin in die Kirche gebracht worden war, erschien sie zweimal wieder an dem Platz. Danach beriet er sich mit dem Bischof von Cambrai, Gerald II., der nach Untersuchungen die Statue verehren ließ. Es wurden über die Jahrhunderte für das sitzende Bildnis der Madonna mit dem Kind hier drei Kirchen errichtet. Im Jahr 1093 gründete Papst Urban II. die bis heute bestehende Bruderschaft Unserer Lieben Frau von Tongre. Aufgrund der Wunder und Begünstigungen, die der Jungfrau Maria zugerechnet wurden, begann eine intensive Pilgerschaft nach Tongre. Die Wunder wurden im Jahr 1642 von Pfarrer Abbott Georges niedergeschrieben, dieses Werk zeigt die Inbrunst der Verehrung des Heiligtums von Unserer Lieben Frau von Tongre.
Mehrere bedeutende Personen besuchten das Heiligtum und knieten vor der Madonna nieder, darunter König Philipp I. von Frankreich, Maria Theresia von Spanien und Marie Henriette von Österreich, Königin der Belgier. Als Hommage an die Jungfrau Maria gaben sie viele Geschenke (goldene Kronen, mit Gold oder Silber gewebte Pullover, Reliquien, Luxuskleidung für die Madonna) und begründeten damit die Schatzkammer der Basilika.
Seit dem 17. Jahrhundert dehnte sich die Marienverehrung über die südlichen Niederlande und Nordfrankreich aus. Der Kult wurde dann von belgischen Priestern weiterverbreitet. Papst Leo XIII. genehmigte die Krönung des Bildes durch Bischof Isidore Rousseaux zur 800-Jahr-Feier der Auffindung im Jahr 1881, Papst Pius XII. erhob die Kirche am 25. April 1951 in den Rang einer Basilica minor.

## Architektur
Bereits im März 1081 wurde am Auffindungsort der Marienstatue mit dem Bau einer romanischen Kapelle begonnen. Als diese für die Wallfahrt im 13. Jahrhundert zu klein wurde, begann man 1224 mit dem Bau einer gotischen Kirche. Diese dreischiffige Kirche war mit Turm und Chor ausgestattet. Die ursprüngliche Kapelle lag an der Stelle des linken Seitenschiffes. 1777 wurde beschlossen, eine größere Kirche zu bauen. Diese heutige Kirche wurde vom Architekten Demarbaix im Barockstil entworfen. Der Bau der heutigen Kirche basiert auf den Fundamenten ihrer gotischen Vorgängerin und wurde 1780 abgeschlossen. Die dreischiffige Basilika hat eine Länge von 60 Metern und ist 20 Meter breit. Das Mittelschiff umfasst sechs Joche, der Chor mit seiner runden Apsis zwei. Die schmalen Seitenschiffe sind als Gänge ausgebildet. Der Kirchturm steht hinter der runden Apsis des Chors auf der höheren Geländeseite der Kirche. Die prachtvolle Eingangsfassade konnte so frei gestaltet werden. Sie ist in zwei Etagen gegliedert und erinnert an die Renaissance, das Mauerwerk ist verputzt. Davor umrahmen zwei Säulenpaare den mittleren Eingang, über dem ein Tympanon des Antwerpener Pierre Peteers-Divoorts von 1912 hängt. Auf der oberen Ebene umrahmen die Säulen entsprechend ein hohes Fenster, darüber schließt ein dreieckiger Giebel die Fassade ab. Die 1968 restaurierte Marienstatue steht im linken Seitenaltar und damit am Ort ihrer Auffindung.